# Anomalisa
Anomalisa es una película estadounidense de animación stop motion de 2015, dirigida por Charlie Kaufman y Duke Johnson. Se trata de una comedia dramática para adultos escrita por Kaufman y basada en una obra de teatro que él mismo escribió bajo el seudónimo de Francis Fregoli. La película cuenta con las voces de David Thewlis, Jennifer Jason Leigh y Tom Noonan. Recibió el Gran Premio del Jurado del Festival Internacional de Cine de Venecia de 2015, después de su presentación en el Festival de Cine de Telluride el 4 de septiembre. Su estreno por parte de Paramount Pictures se realizó de manera limitada en Estados Unidos el 30 de diciembre de 2015. Recibió nominaciones a mejor película animada en los premios Óscar, los premios Annie y los Globo de Oro.

## Argumento
En el 2005, el experto en servicio al cliente Michael Stone viaja a Cincinnati, Ohio, para promover su último libro en una convención en un hotel. Se encuentra distante de todos a su alrededor, a quienes percibe como hombres blancos con caras y voces idénticas, incluyendo a su esposa e hijo. Michael practica su charla en su habitación de hotel, pero es perseguido por el recuerdo de una airada carta de su antiguo amor, Bella, a quien dejó repentinamente hace años. Organiza el encuentro de ambos en el bar del hotel; ella aún está enfadada, y se siente indignada por la invitación de él a su habitación y sale corriendo. Michael sale a caminar, confunde una tienda de juguetes para adultos por una de juguetes de niños y trata de comprar algo para su hijo, pero queda fascinado por una figura de una mujer japonesa animatrónica.
Después de tomarse una ducha, Michael oye una voz femenina y sale corriendo de su habitación para encontrar a su dueña: una joven insegura llamada Lisa Hesselman que asiste a la charla de Michael con su amiga. Asombrado por su apariencia única y su voz, invita a las mujeres a tomar unas bebidas en el bar. Luego, para sorpresa de Lisa, Michael la invita a su habitación. A pesar de sus afirmaciones de que ella no es especial, Michael la encuentra cautivadora, admirando la cicatriz en el rostro que oculta con su pelo. Él la anima a cantar «Girls Just Want to Have Fun» de Cyndi Lauper y contarle acerca de su vida. Lisa afirma que aprendió muchas palabras leyendo los libros de Michael y que «anomalía» es de sus favoritas porque se siente identificada al ser alguien inusual y diferente. Michael le da el apodo de «Anomalisa», intiman y tienen relaciones sexuales.
A la mañana siguiente, Michael tiene una pesadilla en la que su cara se viene abajo y las personas idénticas del mundo lo persiguen, alegando que lo aman y que él y Lisa no pueden estar juntos. El sueño inspira a Michael a proponerle a Lisa huir y comenzar una nueva vida. Ella está de acuerdo, pero su comportamiento durante el desayuno hace que Michael se moleste, y su voz y su cara comienzan a transformarse en las mismas que las de todos los demás. Durante su charla en la convención, sufre una crisis nerviosa, confesando que no tiene nadie con quien hablar y despotricando contra el gobierno estadounidense, lo que provoca el descontento del público.
Michael regresa a su casa de Los Ángeles y le entrega a su hijo la figura de la mujer japonesa como regalo. La esposa de Michael ha organizado una fiesta sorpresa, pero es incapaz de reconocer a cualquiera de los asistentes, lo que enfurece a su esposa. Michael se sienta solo en la escalera mientras la antigua figura de mujer canta la «canción de Momotarō», una canción infantil japonesa. En la escena final, se ve a Lisa en un automóvil escribiéndole una carta a Michael. Le dice que espera algún día volver a encontrarse de nuevo y que al buscar «Anomalisa» en un diccionario de japonés descubrió que significa «diosa del cielo». La amiga de Lisa, sentada a su lado en el coche, se muestra teniendo su propia cara.

## Reparto
- David Thewlis como Michael Stone (voz).
- Jennifer Jason Leigh como Lisa Hesselman (voz).
- Tom Noonan como todos los otros personajes (voz).

## Producción

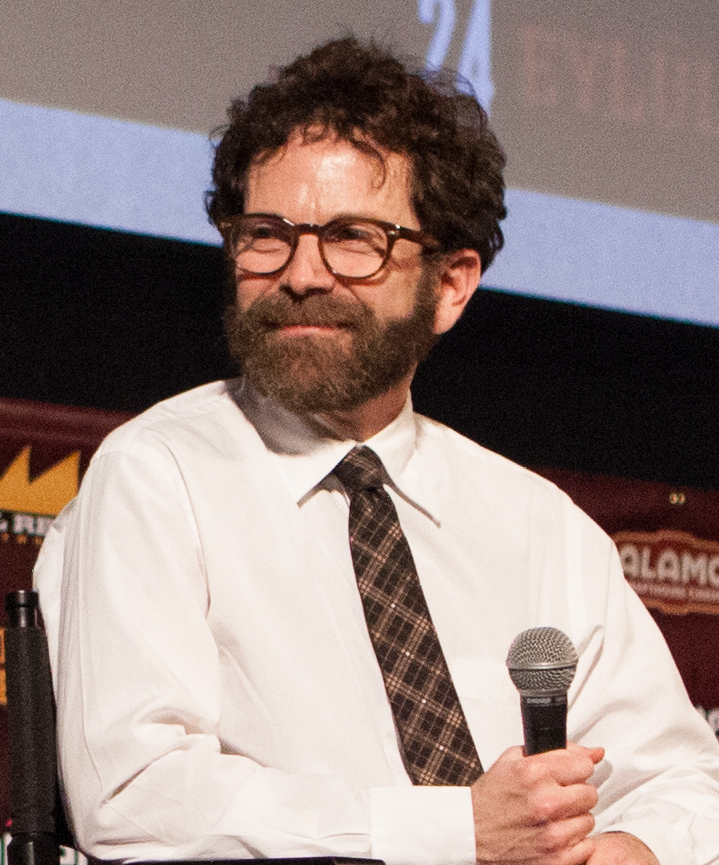
Charlie Kaufman

Kaufman escribió la obra de teatro original con el seudónimo de Francis Fregoli para Theater of the New Ear, una producción teatral compuesta de lo que se denominaron «obras de sonido», con la música del compositor Carter Burwell. En un principio, Kaufman estaba en contra de la idea de convertir la obra en una película animada, al decir que la primera tenía «una desconexión entre lo que se dice en el escenario y lo que la audiencia está viendo: allí está Tom interpretando a todos esos personajes, allí están Jennifer y David practicando sexo cuando en realidad sólo están de pie en el escenario gimiendo. Eso se perdería.». Posteriormente concibieron una nueva forma para hacer el filme, aunque el guion se mantuvo «virtualmente igual» que el de la obra original.
La película recaudó su presupuesto en Kickstarter con la premisa de «producir este film hermoso y único fuera del típico estudio de Hollywood, donde creemos que ustedes, la audiencia, nunca podrían disfrutar de esta brillante obra de la manera en que fue concebida originalmente». Con la propuesta de que sería un cortometraje «de aproximadamente 40 minutos», 5.770 usuarios brindaron su patrocinio para dar vida al proyecto y recaudaron entre ellos 406.237 $. Dado el éxito en Kickstarter, la compañía productora de la película, Starburns Industries, contó con financiamiento adicional que le permitió expandir el proyecto a un largometraje de 80 minutos.
Las marionetas fueron creadas utilizando impresoras 3D y Johnson no estuvo de acuerdo cuando recibió la crítica de que ese tipo de animación realista sería «perturbadora y poco atractiva». Para ese fin, explicó que uno de los objetivos del filme era que los espectadores «olvidaran que estaban viendo algo animado y que sólo se dejaran llevar por la escena» y añadió que «el desafío con tener tantas cosas animadas es que siempre eres consciente de la animación, así que nos preguntamos '¿Qué tal si escapamos a eso? ¿Cómo se vería?'».

## Estreno
Anomalisa se presentó por primera vez en el Festival de Cine de Telluride el 4 de septiembre de 2015. Su estreno oficial por parte de Paramount Pictures  se realizó el 30 de diciembre.

## Recepción
Anomalisa posee un puntaje de 92 % de aprobación en Rotten Tomatoes basado en 220 reseñas y su calificación promedio es de 8,5 de 10. En el consenso del sitio se afirma: «Anomalisa marca otro brillante y completamente distintivo hito en la filmografía de Charlie Kaufman, y con su capacidad para dar qué pensar, es un deleite para los fanáticos del cine introspectivo». La película también cuenta con un puntaje de 88/100 en Metacritic sobre la base de 46 reseñas, lo que indica Aclamación Universal.
En una reseña para Time Out y dándole una calificación máxima de cinco estrellas, Dave Calhoun escribió: «Esto es lo que imaginas que hubiera pasado si Charlie Kaufman se hubiera hecho cargo de Up in the Air o Lost in Translation». Drew McWeeny de Hitfix la llamó «el experimento más devastador de Charlie Kaufman hasta el momento» y la calificó con «A+». Amy Nicholson de LA Weekly‍, por su parte, le dio una nota de "A" y expresó que «Kaufman nos saca el cerebro y nos muestra sus engranajes».